# Электроника 901

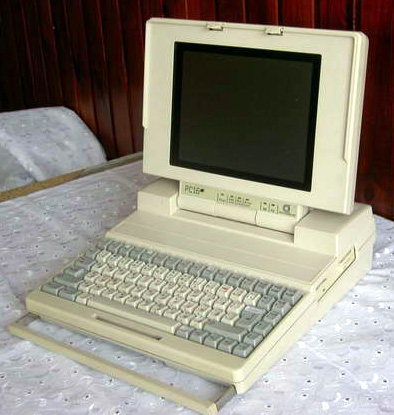
Электроника 901

Электроника 901 — портативный IBM-совместимый ПК с монохромным жидкокристаллическим дисплеем. Производство было начато в 1991 году и через несколько месяцев прекращено из-за высокой стоимости ПК — около 25 000 рублей (новый ВАЗ-2109 стоил тогда около 40 000). Всего выпущено было менее 1000 экземпляров.
Является развитием модели Электроника МС 1504

## Технические характеристики
- Процессор: i8086 или i80C86 совместимый, работающий на частоте 4.47 МГц
- ОЗУ: объём 1 Мбайт
- Видеоадаптер: CGA в монохромном режиме
- Экран: монохромный ЖК, с разрешением 640×200 пикселей
- Винчестер 10 мегабайт
- Дисковод 3½"
- Вес около 4,5 кг